# Амьен-4 (кантон)
Амьен-4 (фр. Amiens-4) — кантон во Франции, находится в регионе О-де-Франс, департамент Сомма. Входит в состав округа Амьен.

## История
Кантон образован в результате реформы 2015 года . В его состав вошли часть кантона Амьен-4 (Эст) и отдельные коммуны кантона Бов.

## Состав кантона
В состав кантона входят коммуны (население по данным Национального института статистики за 2018 г.):
- Амьен (13 608 чел.) (юго-восточные кварталы)
- Бланжи-Тронвиль (573 чел.)
- Виллер-Бретоннё (4 482 чел.)
- Глизи (799 чел.)
- Жантель (646 чел.)
- Каши (281 чел.)
- Лонго (5 693 чел.)

## Политика
На президентских выборах 2022 г. жители кантона отдали в 1-м туре Эмманюэлю Макрону 29,1 % голосов против 25,9 % у Жана-Люка Меланшона и 24,0 % у Марин Ле Пен; во 2-м туре в кантоне победил Макрон, получивший 59,8 % голосов. (2017 год. 1 тур: Эмманюэль Макрон – 25,8 %, Жан-Люк Меланшон – 24,9 %,  Марин Ле Пен – 23,0 %, Франсуа Фийон – 12,2 %; 2 тур: Макрон – 64,7 %. 2012 год. 1 тур: Франсуа Олланд - 33,1 %, Марин Ле Пен - 19,3 %, Николя Саркози - 19,1 %; 2 тур: Олланд  - 62,8 %).
С 28 июня по 17 декабря 2021 года кантон в Совете департамента Сомма представляли профсоюзный активист Гиймет Кикампуа (Guillemette Quiquempois) (Коммунистическая партия) и вице-мэр города Камон Жан-Луи Пьо (Jean-Louis Piot) (Социалистическая партия).
17 декабря 2021 года административный суд Амьена отменил результаты выборов после подачи апелляции пары кандидатов, занявших второе место. 17 мая 2022 года это решение было подтверждено Государственным советом.  
|                | Кандидаты                        | Партия                   | Первый тур | Первый тур     | Второй тур | Второй тур |
| Кол-во голосов | Кандидаты                        | Партия                   | % голосов  | Кол-во голосов | % голосов  |            |
| -------------- | -------------------------------- | ------------------------ | ---------- | -------------- | ---------- | ---------- |
|                | Гиймет Кикампуа Жан-Луи Пьо      | Левый блок               | 1 570      | 30,22          | 2 565      | 50,02      |
|                | Эрик Геан Изабель Саварьего      | Разные центристы         | 1 692      | 32,56          | 2 563      | 49,98      |
|                | Селин Дюкан Себастьен Галлан-Рен | Национальное объединение | 1 107      | 21,30          |            |            |
|                | Кристина Лефёвр Бернар Синоке    | Непокорённая Франция     | 524        | 10,08          |            |            |
|                | Патрис Бушер Ивлиз Марешаль      | Прочие                   | 303        | 5,83           |            |            |

|                | Кандидаты                         | Партия                        | Первый тур | Первый тур     | Второй тур | Второй тур |
| Кол-во голосов | Кандидаты                         | Партия                        | % голосов  | Кол-во голосов | % голосов  |            |
| -------------- | --------------------------------- | ----------------------------- | ---------- | -------------- | ---------- | ---------- |
|                | Натали Маршан Жан-Луи Пьо         | Левый блок                    | 2 227      | 27,72          | 4 647      | 59,79      |
|                | Эльян Гроко Карим Сери            | Национальный фронт            | 2 362      | 29,40          | 3 125      | 40,21      |
|                | Эрик Геан Матильда Руа            | Союз демократов и независимых | 1 881      | 23,41          |            |            |
|                | Изабель Демесон Патрик Ле Скуэзек | Левый фронт                   | 979        | 12,18          |            |            |
|                | Сильви Порке Режи Ришар           | Разные левые                  | 586        | 7,29           |            |            |